# Povratak na čarobnu planetu Gaja
Povratak na čarobnu planetu Gaja (engl.  ili engl. Boo, Zino & the snurks) je nemačko-španski animirani film iz 2004. koji je u potpunosti rađen kompjuterskom tehnologijom. Premisa filma o mešavini stvarnog i fiktivnog sveta.

## Radnja
U jednoj zemlji, ne tako dalekoj…
Od svog debija na televiziji Bu, briljantni izumitelj mašina, i Zino, ne tako pametan, ali blistav heroj, pobeđuju tri Snurka – Galgera, Zeka i Bramfa, u animiranom filmu naslovljenom „Avanture Bua i Zina“, čija je radnja smeštena u izmišljenu zemlju Gaju.
Pošto uspeh proizvodi ljubomoru, ludi naučnik, profesor En Ajseli, čiju su seriju potisnuli u drugi plan, željan je osvete. Koristeći fantastični transfer za mašine, on premešta Gajin magični energetski kristal Dalamit u našu dimenziju.
To je ujedno šansa za Snurkove da postanu heroji, što su oduvek želeli. Grabeći šansu u potrazi sa kristalom, oni bivaju usisani u profesorov energetski kovitlac i dospevaju u naš svet. Bez kristala Gaja će nestati, tako da pravi heroji, Bu i Zino, zajedno sa svojeglavom tatinom mezimicom Alantom kreću za nestalim kristalom u nameri da spasu svet. Prateći Snurkove, oni upadaju u energetski kovitlac…
Sada se svi pomenuti heroji moraju ujediniti i boriti sa nepoznatim i opasnim svetom u koji su dospeli kako ne bi dozvolili da njihova rodna zemlja nestane pred njihovim očima. Njihova jedina nada za opstanak je njihov tvorac, Albert Drolinger, ali tokom puta ka animatorovom studiju zli En Ajseli kidnapuje Snurkove, Alantu, Dalamit i samog Alberta.
Svet Gaje ponovo mogu spasti samo Bu i Zino. Dvojica naših neustrašivih heroja kreću u potragu za svojim prijateljima i kristalom. Oslobađanje zarobljenih i spasavanje Dalamita iz ruku En Ajselija podrazumeva i sukob sa profesorovim robotom, Jakatošijem 3000. Ipak, ništa ne može zaustaviti ujedinjenu snagu Gaje…

## Uloge
| Ime lika           | Glumac         |
| ------------------ | -------------- |
| Bu                 | Alan Mariot    |
| Zino               | Glen Rejdž     |
| Alanta             | Emili Votson   |
| Galger             | Džon Gerasio   |
| Bramf              | Redd Pepper    |
| Zek                | Džon Švab      |
| Gradonačelnik      | Bob Saker      |
| Albert Drolinger   | Patrik Stjuart |
| Profesor En Ajseli | Wolfgang Völz  |
| E.N.I.A.C.         | Claudia Lössl  |
| Suzi               | Lorelaj King   |
| Mata               | Bob Saker      |

## Spoljašnje veze
Bu i Zino na sajtu https://www.krstarica.com/film/filmovi/povratak-na-carobnu-planetu-gaja/